# The Rose Bowl Story
Pour plus de détails, voir Fiche technique et Distribution.
The Rose Bowl Story est un film américain réalisé par William Beaudine, sorti en 1952.

## Fiche technique
- Titre : The Rose Bowl Story
- Réalisation : William Beaudine
- Scénario : Charles R. Marion
- Photographie : Harry Neumann
- Musique : Marlin Skiles
- Pays d'origine : États-Unis
- Genre : romance
- Date de sortie : 1952

## Distribution
- Marshall Thompson : Steve Davis
- Vera Miles : Denny Burke
- Richard Rober : Coach James Hadley
- Natalie Wood : Sally Burke
- Keith Larsen : Bronc Buttram
- Tom Harmon : Game Announcer
- Ann Doran : Mrs. Addie Burke
- James Dobson : Allie Bassler
- Jim Backus : Michael 'Iron Mike' Burke
- Clarence Kolb : 'Gramps' Burke